# Гускарл
Гускарл (гускерл; давньосканд.: huskarl; англ. housecarl) — представник особливого роду воїнства у германських народів, як-от королівська гвардія в англосаксонській Британії XI століття.

## Етимологія
Термін має скандинавське походження від давньосканд. húskarlar. Де hús означає дім, королівський двір, а karl — карл, власне вільна людина.

## Скандинавія
У Скандинавії термін гускарл (давньосканд. húskarlar) первинно означав домашню прислугу чи дворових. У рунічних написах епохи вікінгів термін набув значення особистої охорони господаря, себто «домашньої варти» (у широкому сенсі), а також (у вузькому сенсі) королівської дружини.
В одній з частин «Молодшої Едди» («Мова поезії») наявна вказівка, що у пізній період поняття гускарл стало відрізнятися від поняття дружинник — давньосканд. hirðmenn, хоча в більш ранніх текстах обидва ці терміни не рідко використовувались як синоніми.
Гускарлом міг називатись як вартовий конунґа, так і людина з охорони герсіра. В обох випадках гускарл складав клятву вірності своєму господарю й жив разом із ним. У межах огорожі гускарли мали право на недоторканість (давньосканд. friðhelgi — священний мир).
У кеннінґах гускарли, так само як і гірдмани, називалися «внутрішньою дружиною» (давньосканд. inndrótt), «охоронцями» (давньосканд. verðung), або «гриддю» (давньосканд. heiðmenn).

## Англія
В англосаксонській Британії XI століття термін гускерл означав представника особливої королівської гвардії. Гвардія гускерлів мала скандинавське походження й була створена в Англії у період правління короля Канута Великого після данського завоювання країни.
Гускерли складали ядро армій королів данської династії в Англії та найближче коло їхніх соратників. Воєнна організація гускерлів відзначалася високим рівнем, спільною лояльністю до короля й особливим кодексом честі. За своїм соціальним статусом гускерли утворювали вищий прошарок англосаксонської військово-служилої знаті (тенів). Упродовж правління Канута Великого та його синів гускерли представляли собою видиме виявлення військового характеру влади данських королів ув Англії. Служба гускерлів сплачувалася королем зі спеціального податку «данських грошей». Багато членів королівської дружини отримали за свою службу великі земельні володіння й у мирний час проживали в своїх маєтках, однак у разі початку воєнних дій вони мали негайно прибути до короля на службу.
До самого нормандського завоювання гускерли залишалися головною бойовою силою англосаксонської армії. За короля Едуарда гускерли активно використовувалися для гарнізонної служби у ключових областях королівства. Хоча за військовою міццю дружина гускерлів у багато разів переважала національний англосаксонський спротив фірд та військо тенів, через незначну численність гускерлів вона практично ніколи не використовувалась як самостійна бойова одиниця. Більша частина гускерлів загинула під час битви під Гастінгсом 1066 року, а решта емігрували з Англії після приходу до влади Вільгельма I Завойовника. Частина гускерлів перейшла на службу до візантійського імператора й брала участь у війнах з норманами Південної Італії.